# Shenipsit Trail
Der Shenipsit Trail ist ein Wanderweg mit den Markierungen der Blue-Blazed Trails der Connecticut Forest and Park Association (CFPA). Er verläuft im Zentrum des US-Bundesstaates Connecticut zwischen 3.5 bis 7 mi (5–11 km) östlich des Connecticut River und erstreckt sich über 50 miles (80 km) von Norden nach Süden. Das südliche Ende befindet sich an der Gadpouch Road in Cobalt am Südende des Meshomasic State Forest. Das nördliche Ende befindet sich an der Greaves Road am Bald Mountain und dem Shenipsit State Forest in Stafford.

## Name
Der Name "Shenipsit" geht zurück auf die Algonkin-Sprache der amerikanischen Ureinwohner. Er hat die Bedeutung "Am großen Teich" und bezieht sich auf den Shenipsit Lake, an dem der Pfad vorbeiführt.

## Geographie
Der Weg verläuft auf 80 km durch felsiges, bewaldetes Hügelland östlich des Connecticut River. Er durchquert dabei den Shenipsit, den Meshomasic State Forest und das Case Mountain Recreational Area, sowie weitere private und öffentliche Landstücke. Drei Streckenabschnitte laden ein zu Naturbeobachtungen, zum Wandern, Laufen, Mountainbike fahren und im Winter zum Schneeschuh laufen und Skifahren. Einige Abschnitte sind sehr felsig und steil.

### Verlauf
South Section – Südlicher Abschnitt

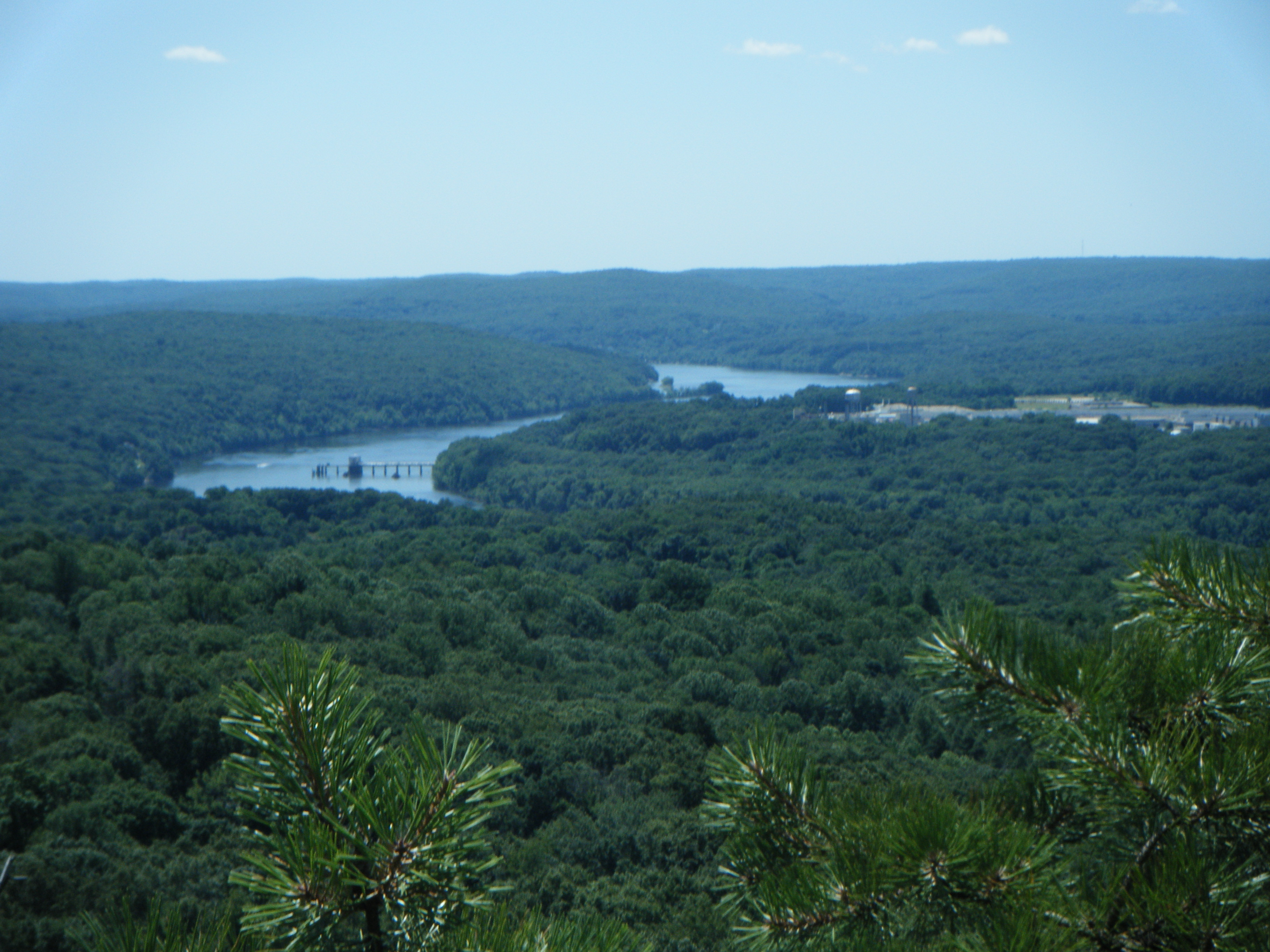
Blick auf den Connecticut River vom Great Hill im Meshomasic State Forest.

Von der Gadpouch Road in Cobalt bis zur Route 2 in Glastonbury: Der Weg beginnt am ehemaligen Hauptquartier der Meshomasic State Forest Ranger und erklimmt sofort einen sehr steilen Hang zum Gipfel des Great Hill, einem der Gipfel der Bald Hill Range. Ein Stichweg führt den Wanderer zu einem Aussichtspunkt mit Blick über den Connecticut River, Middletown und den Great Hill Pond. Der Weg führt von dort weiter nach Norden entlang der Great Hill Ridge und kreuzt die Woodchoppers Road. Dann erreicht er seinen höchsten Punkt im Meshomasic Forest am Bald Hill mit 893 ft (272 m) über dem Meer. Von dort folgt er einfachen Waldwegen bis zur Connecticut Route 2 in Glastonbury. Es wird empfohlen, nicht die vierspurige Straße zu überqueren, sondern einen Verbindungsweg zu nehmen, der über die Dickinson Road, Mott Hill Road und Toll Gate Road führt.
Central Section – Mittelstück
Von der Route 2 zum Risley Pond in Vernon:
Die Central Section beginnt nördlich der Route 2 und kann von der Toll Gate Road in Glastonbury aus erreicht werden. Der Weg führt über 7 km (4,9 mi) zur Hebron Avenue (Route 94), die er an der Birch Mountain Road kreuzt. Der Birch Mountain Road folgt er auf einem kurzen Stück von 480 m (0.3 mi) bevor er nach links in den Wald einbiegt. In diesem Abschnitt müssen einige Steinmauern überquert werden. Dann folgt der Weg dem Case Mountain Trail System. Nach der unterquerung der Hochspannungsleitungen wird der Pfad sehr steinig und ein Abschnitt wird von Mountainbike-Fahrern als „Slick-Rock“ bezeichnet. Der Weg überquert die Coop-Sawmill Road und führt auf und ab über kleine, steile Hügel zum Case Mountain. Weiter führt der Weg nach links entlang des Lookout Mountain Trail. Nach 180 m (600 ft) erreicht man den Gipfel des Lookout Mountain, wo Bänke und ein Informationskiosk zum Verweilen einladen. Von dort hat man Aussicht über Hartford und das Connecticut River Valley. Von dort führt der Weg weiter auf einem Hügelkamm, weiter als der Lookout Mountain Trail bis zur Birch Mountain Road in Manchester.
Er verläuft durch ein Wohngebiet und folgt dann mehreren Pfaden, Gas-Pipeline-Trassen und Straßen. Der eigentliche Wanderweg beginnt wieder an einem ehemaligen Drive-in Theater an der US Route 6 in der Nähe des Bolton Notch State Park. Diesen durchquert er auf 1 mi (1,6 km) Länge und folgt dann dem Hop River Bike Path für etwa 3 km (2 mi) zwischen dem Bolton Notch und dem Valley Falls Park. Dann kreuzt er die Bolton Road und tritt dann in das Belding Wildlife Management Area ein, überquert den Tankerhoosen River am Ausfluss des Mill Pond. Danach windet er sich nach Norden zwischen dem West Walker Reservoir und dem Highway 84, bevor er an einem öffentlichen Platz an der Reservoir Road beim East Walker Reservoir endet. Dort sind Picknicktische aufgestellt und es gibt die Möglichkeit zu angeln. Dann folgt der Weg gewöhnlichen Straßen auf 6 km (4 mi). Gepflasterte Straßen führen unter der Route 31  und dem Highway 84 (exit 67) hindurch und entlang der Route 30. Der Weg macht einen Schlenker durch das Tolland County Agricultural Center und führt dann zurück auf die Route 30. Der Weg wendet sich dann zur Kingsbury Road und verläuft auf einem kurzen Stück entlang der Route 74, bevor er einem Waldpfad entlang dem Lake Shenipsit folgt. Am Nordostende des Sees vereinigt er sich mit der Shenipsit Lake Road und verlässt dann an der Grahaber Road in Tolland die öffentliche Straße, 800 m (1/2 mi) weiter westlich an der Kreuzung von Shenipsit Lake Road und Grahaber Road/Browns Bridge Road. Dort befindet sich das Südende der North section.
North Sections
Dieser Abschnitt beginnt nach einer Unterbrechung von 4 mi an der Grahaber Road in Tolland und führt bis zur Greaves Road in Stafford.
Er führt durch den Shenipsit State Forest und erklimmt den 325 m (1,075 ft) hohen Soapstone Mountain. Auf dem Gipfel befindet sich ein Aussichtsturm, der in den 1970ern errichtet wurde um einen Feuerwachtturm zu ersetzen, der vom Civilian Conservation Corps errichtet worden war. Der Turm ist gerade hoch genug, dass man über die Baumwipfel sehen kann. Er bietet Ausblick ins Connecticut River Valley auf den Mount Greylock bis in die Berkshires von Massachusetts und Mount Monadnock in New Hampshire. Nach dem Abstieg endet der Weg an der Greaves Road in Stafford.
Ursprünglich setzte sich der Weg noch weiter nach Norden fort, über Bald Mountain, Perkins Mountain und Rattlesnake Mountain in Somers und endete in Hampden, Massachusetts. Dieser Abschnitt wurde in den 1980ern aufgegeben. 2014 wurde der Weg wieder über den Bald Mountain nach Stafford verlängert.
Gemeinden
Der Shenipsit Trail durchquert in Connecticut die folgenden Gemeindegebiete (von Süden nach Norden): East Hampton, Portland, Glastonbury, Manchester, Bolton, Vernon, Rockville, Tolland, Ellington, Stafford und Somers.